# چاپایف (شهرستان چوی)
چاپایف (به لاتین: Chapaev) یک روستا در قرقیزستان است که در شهرستان چوی واقع شده‌است. چاپایف ۸۷۱ نفر جمعیت دارد و ۱٬۰۸۵ متر بالاتر از سطح دریا واقع شده‌است.